# Armin Turk
Armin Turk (* 4. August 1943 in Werdohl; † 13. Juni 2013 in Velbert) war ein deutscher Maler.

## Leben und Werk
Armin Turk studierte 1962 bis 1967 an der Folkwangschule für Gestaltung in Essen-Werden Grafikdesign bei Wilhelm Buck und Josef Urbach und schloss dort sein Studium als Meisterschüler ab. Bereits während des Studiums verstärkte sich seine Hinwendung zum Zeichnerischen und zur Negierung der Farbe.
1965 folgte die Begegnung mit dem Maler, Fotografen und Experimental-Filmer, dem Bauhausschüler Heinrich Brocksieper in Hagen, der ihn in seiner weiteren künstlerischen Arbeit bestärkte. Die Auseinandersetzung mit (der) Farbe begann nun in der Folgezeit, die Farbe gewann mehr und mehr an Bedeutung und es folgten die ersten Farbexperimente. In seinen Farbfeldern sah er die Farbe „als Mittler von Licht, Grenze und Raum“. Ab 1978 entstanden die Bilder Farbräume – seine Synthese von Farbe und Licht –, woran er bis zu seinem Tod konsequent weiterarbeitete.
Von 1967 bis 2008 war er als Kunsterzieher an einem Gymnasium in Velbert tätig.

## Ausstellungen
- 1987: Galerie Hintemann, Bonn (Einzelausstellung)
- 1989: Märkisches Museum Witten, Witten (Einzelausstellung)
- 1989: Museum Schloss Hardenberg, Velbert-Neviges, (Einzelausstellung)
- 1993: Landschaftsbilder, Galerie Neher, Essen
- 1993: Armin Turk, EDITION Hannappel, Essen (Einzelausstellung)
- 1994: Farbe-Farbe, Galerie Neher, Essen
- 1995: STIL–American Fine Art, Mettmann (Einzelausstellung)
- 1995: Farbräume (mit Dieter Helis), Galerie Neher, Essen
- 1995: Farbe, Galerie Schütte, Essen
- 1996: Lichte Räume, Galerie Neher, Essen
- 1997: Galerie Hintemann, Bonn
- 1997: 12 Künstler, Galerie Neher, Essen
- 1997: Kunst International, Galerie Neher, Essen
- 1998: Die Langsamkeit der Bilder, Galerie Schütte, Essen
- 1999: Armin Turk, Galerie Schütte, Essen (Einzelausstellung)
- 2000: Wunschbilder, Galerie Schütte, Essen
- 2001: 111/12-24, Galerie Schütte, Essen
- 2004: Malerei, Galerie Schütte, Essen (Einzelausstellung)
- 2004/2005: Farbe – Kontraste und Nebenwirkungen II, Kunsthaus Essen, Essen
- 2007: Armin Turk, Galerie Schütte, Essen (Einzelausstellung)
- 2009: Editionen 1987 – 2008, Galerie Schütte, Essen
- 2010: Kunst- und Kulturkreis Berkelkraftwerke e.V., Vreden (Einzelausstellung)
- 2011: Malerei, Galerie Schütte, Essen (Einzelausstellung)
- 2011: Ein Blick, Bilder und Fotografien aus der Sammlung Schütte, Galerie Schütte / Kunstraum der Scheidt'schen Hallen, Essen
- 2012: Farbe – Raum – Konzept, Kunstraum Dreieich, Dreieich-Dreieichenhain
- 2013: Best of Ruhrgebiet – Part II / Top 20, Galerie Frank Schlag & Cie., Essen
- 2014: ARMIN TURK und Freunde, Galerie Schütte / Kunstraum der Scheidt'schen Hallen, Essen
- 2014: Die Farbe schaut zurück, Galerie Schütte, Essen (Einzelausstellung)
- 2022: Armin Turk in der Sammlung (Spätwerk und Werkverzeichnis), Märkisches Museum Witten[1]